# 내게 사랑은 너무 써 (영화)
내게 사랑은 너무 써(Too Bitter To Love)는 한국에서 제작된 전고운 감독의 2008년 드라마 영화이다. 강진아 등이 주연으로 출연하였다.

## 출연

### 주연
- 강진아

## 제작진
- 프로듀서: 박은지
- 조명: 이진근
- 조연출: 정대민
- 녹음: 임종욱
- 믹싱: 문소연
- 미술: 문소연